# Hauxwells lijster
Hauxwells lijster (Turdus hauxwelli) is een zangvogel uit de familie lijsters (Turdidae).

## Verspreiding en leefgebied
Deze soort komt voor in Bolivia, Brazilië, Colombia, Ecuador, Peru en Venezuela.